# شريط احتكاك
شريط احتكاكي أو العازِل هو نوع من الشريط اللاصق من القماش المنسوج المصنوع عادة من القطن مشرب بلاصق من المطاط. لزجة على كلا الجانبين يستخدمها الكهربائيون لعزل التوصيلات في الأسلاك والكبلات الكهربائية. يتيح اللاصق المطاطي حماية من السوائل والتآكل بينما تحمي شبكة القماش من الثقوب والتآكل. استُعيض عن بشريط كهربائي قائم على كلوريد متعدد الفينيل باستثناء الاستخدام الشائعة للتغليف الزائد.

## استخدامات أخرى
يستخدم العازل بشكل شائع لتحسين قبضة الأدوات الرياضية المختلفة مضارب كرة المضرب ومضارب كرة القاعدة وعصي الهوكِي. ويُستخدم على مقود الدراجات والدراجات الترابية وجزازات العشب وغيرها من الآلات الصغيرة التي تتطلب إمساكًا أو توجيهًا.